# Atmosphere-Ocean
 (octobre 2023).
Si vous disposez d'ouvrages ou d'articles de référence ou si vous connaissez des sites web de qualité traitant du thème abordé ici, merci de compléter l'article en donnant les références utiles à sa vérifiabilité et en les liant à la section « Notes et références ».
Atmosphere-Ocean est une revue scientifique publiée par la Société canadienne de météorologie et d'océanographie (SCMO) pour présenter des résultats de recherche originaux, surtout canadiens, des articles de synthèse et des observations sur les documents publiés dans les domaines des sciences de l'atmosphère et de l'océan ainsi qu'en hydrologie. Les articles peuvent être en anglais ou en français. La revue est la principale publication de la SCMO et succède à la revue Atmosphere qui a été publié de 1963 à 1977.
Atmosphere-Ocean est répertorié ou résumé dans divers index de la littérature scientifique dont Biology Digest, Geo Abstracts, Meteorological & Geophysical Abstracts et Oceanographic Literature Review. Le site internet de la revue présente les titres, auteurs et résumés des articles publiés depuis 1978. L'accès aux résumés est gratuit, mais l'accès aux textes intégraux se fait par abonnement.